# Xocavənd
Xocavənd (orm. Մարտունի, Martuni) – stolica rejonu Xocavənd w Azerbejdżanie, do 2023 stolica rejonu Martuni nieuznawanego państwa Republika Górskiego Karabachu.
Miejscowość zwała się niegdyś Honaszen i wraz z okolicznymi terenami wchodziła w skład chanatu karabaskiego, a od 1822 w skład Imperium Rosyjskiego. W czasach radzieckich była częścią Nagorno-Karabachskiego Obwodu Autonomicznego. W 1925 miejscowość otrzymała prawa miejskie i została przemianowana na Martuni od pseudonimu jakie nosił radziecki komunista ormiańskiego pochodzenia Aleksandr Miasnikian.
W centrum miasta znajduje się pomnik Monte Melkoniana (1957–-1993) – bohatera walk o wolność Górskiego Karabachu, który zginął podczas wojny karabaskiej. Przy centralnym placu stoi Pałac Kultury, wzorowany na budynku Opery w Erywaniu.

## Klimat
Klimat umiarkowany ciepły. Opady deszczu są znaczące, występują nawet podczas suchych miesięcy. Klasyfikacja klimatu Köppena-Geigera Cfa. Na tym obszarze średnia temperatura wynosi 13,1 °C. W ciągu roku średnie opady wynoszą 428 mm. Najsuchszym miesiącem jest styczeń z opadami na poziomie 20 mm. W maju opady osiągają wartość szczytową ze średnią 68 mm. Różnica w opadach pomiędzy najsuchszym a najbardziej mokrym miesiącem wynosi 48 mm. Najcieplejszym miesiącem w roku jest lipiec ze średnią temperaturą 24,6 °C, z kolei najzimniejszym miesiącem jest styczeń ze średnią temperaturą 1,9 °C. Wahania roczne temperatur wynoszą 22,7 °C.

## Galeria

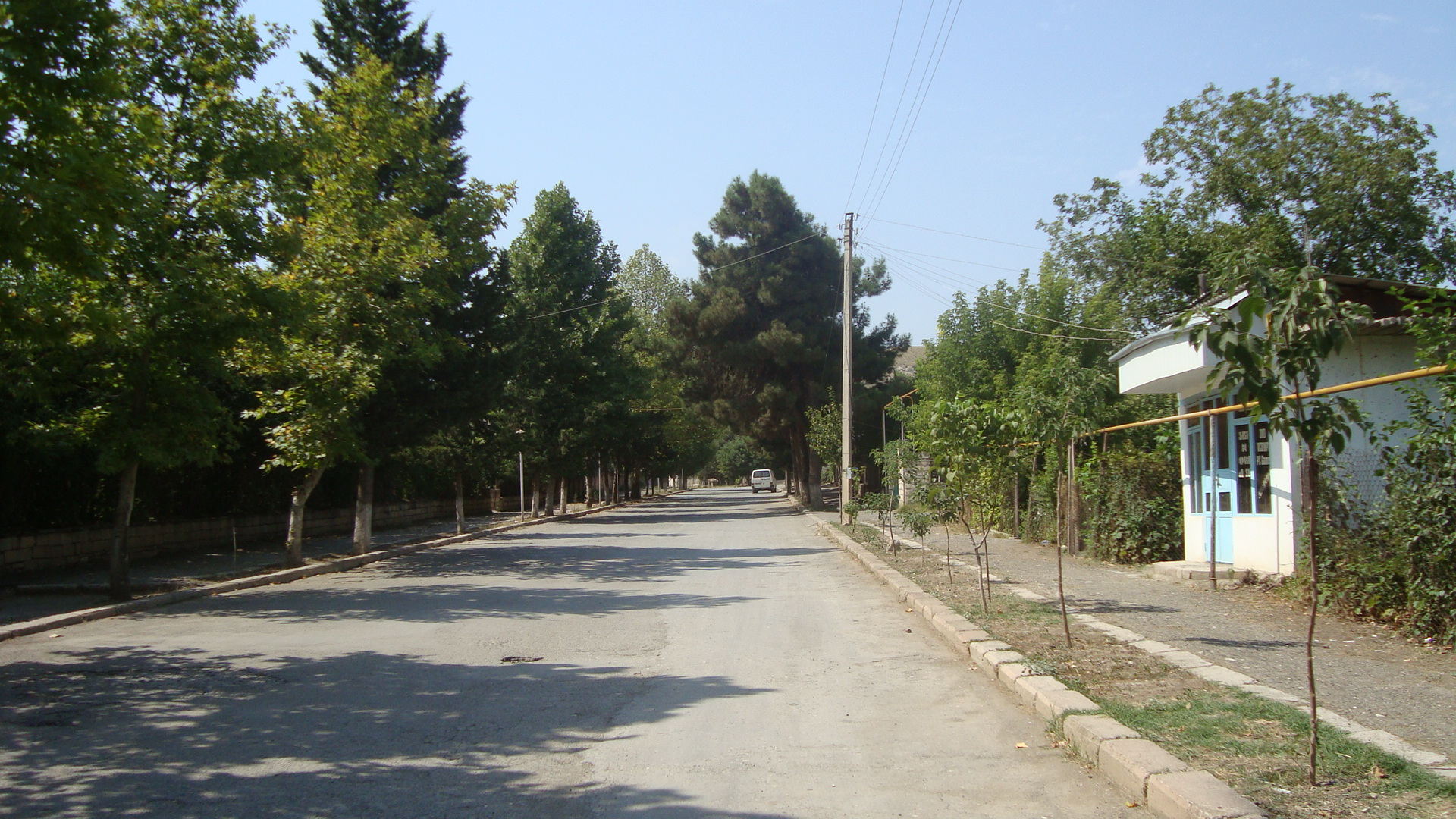
Ulica w mieście
Kościół
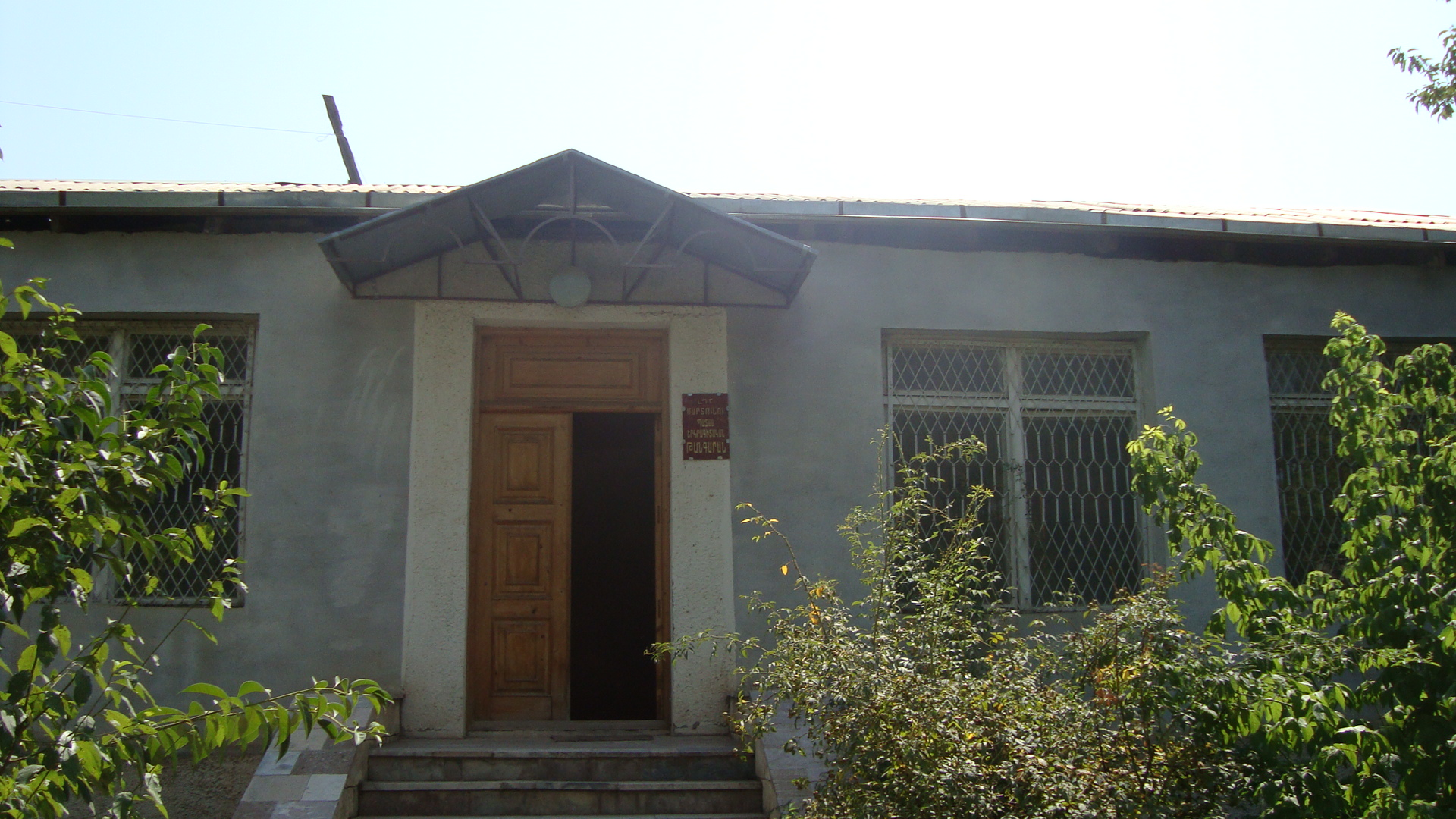
Budynek muzeum